# Повелл (округ, Монтана)
Шаблон:StateAbbr_ 46°51′ пн. ш. 112°56′ зх. д. / 46.85° пн. ш. 112.94° зх. д.
Округ Повелл (англ. Powell County) — округ (графство) у штаті Монтана, США. Ідентифікатор округу 30077.

## Історія
Округ утворений 1901 року.

## Демографія
За даними перепису
2000 року
загальне населення округу становило 7180 осіб, зокрема міського населення було 5045, а сільського — 2135.
Серед мешканців округу чоловіків було 4228, а жінок — 2952. В окрузі було 2422 домогосподарства, 1634 родин, які мешкали в 2930 будинках.
Середній розмір родини становив 2,93.
Віковий розподіл населення поданий у таблиці:
| Стать    | До 15 років | 15-21 | 22-29 | 30-39 | 40-49 | 50-65 | 65-85 | Понад 85 |
| -------- | ----------- | ----- | ----- | ----- | ----- | ----- | ----- | -------- |
| Чоловіки | 631         | 396   | 463   | 754   | 813   | 722   | 408   | 41       |
| Жінки    | 577         | 247   | 175   | 382   | 487   | 529   | 465   | 90       |

## Суміжні округи
- Флетгед — північ
- Льюїс-енд-Кларк — схід
- Джефферсон — південний схід
- Дір-Лодж — південь
- Гранит — південний захід
- Міссула — захід